# شهر بزرگ (فیلم ۱۹۲۸)
شهر بزرگ (انگلیسی: The Big City) فیلمی به کارگردانی تاد براونینگ است که در سال ۱۹۲۸ منتشر شد. از بازیگران آن می‌توان لان چینی، بتی کامپسن و متیو بتز را نام برد.